# Жульпа, Данила Сергеевич
Данила Сергеевич Жульпа (бел. Даніла Сяргеевіч Жульпа; род. 16 июля 2004, Ивье, Гродненская область) — белорусский футболист, полузащитник клуба БАТЭ.

## Клубная карьера

### БАТЭ

#### Начало карьеры
Начинал заниматься футболом в ивьевской ДЮСШ. Первым тренером игрока был Александр Лисай. Позже перебрался в структуру борисовского БАТЭ. В 2021 году стал выступать в дублирующем составе клуба и тогда же стал иногда привлекаться к основной команде. Дебютировал за клуб 21 июня 2022 года в матче Кубка Беларуси против «Стэнлеса», выйдя в стартовом составе и забив на 20 минуте свой дебютный гол. Вскоре дебютировал и в Высшей Лиге в матче 29 июня 2022 года против «Слуцка», выйдя на замену на 79 минуте вместо Валерия Бочерова. Затем продолжил выступать в дублирующем составе.

#### Аренда в «Арсенал» Дзержинск
В марте 2023 года футболист на правах арендного соглашения отправился в дзержинский «Арсенал». Дебютировал за клуб 2 апреля 2023 года в матче против петриковского «Шахтёра», отличившись результативной передачей. Дебютными голами за клуб отличился 14 мая 2023 года в матче против «Жодино-Южного», оформив дубль. По итогу сезона футболист досрочно стал победителем чемпионата. На протяжении всего сезона футболист был в дзержинском клубе одним из ключевых игроков, отличившись за этот период 6 забитыми голами и 3 результативными передачами во всех турнирах. По окончании срока арендного соглашения футболист покинул дзержинский клуб.

#### Сезон 2024
В январе 2024 года футболист стал готовиться к сезону с основной командой борисовского БАТЭ. Первый матч в новом сезоне футболист сыграл 30 марта 2024 года против новополоцкого «Нафтана», выйдя на замену на 87 минуте. В апреле 2024 года футболист отправился в распоряжение второй команды клуба. Дебютный матч за команду футболист сыграл 7 апреля 2024 года против «Барановичей», выйдя на поле в стартовом составе.
В первом круге сезона-2025 провел 14 матчей за основной состав БАТЭ, в которых отметился 3 голами и сделал 2 результативные передачи. В июле отправился на просмотр в албанский клуб «Эгнатия».

## Карьера в сборной
В ноябре 2021 года вызывался в юношескую сборную Беларуси до 18 лет. В марте 2022 года был вызван на сборы юношескую сборную Беларуси до 19 лет. В июне 2022 года дебютировал за сборную в товарищеском матче против сверстников из Узбекистана. В сентябре 2022 года вместе со сборной отправился на квалификационные матчи юношеского чемпионата Европы до 19 лет.
В мае 2025 года впервые вошел в расширенный список молодежной сборной Беларуси (U-21) для подготовки к товарищеским спаррингам с командами Азербайджана (4 июня в Барановичах) и сборной Китая U-23 (7 июня на Национальном стадионе в Минске).

## Достижения
«Арсенал» Дзержинск
- Победитель Первой лиги: 2023